# Тајцано (Терни)
Тајцано је насеље у Италији у округу Терни, региону Умбрија.
Према процени из 2011. у насељу је живело 489 становника. Насеље се налази на надморској висини од 177 м.